# 太秦天神川駅
太秦天神川駅（うずまさてんじんがわえき）は、京都府京都市右京区太秦下刑部町（三条御池）にある、京都市営地下鉄東西線の駅。駅番号はT17。

## 概要
東西線の終着駅（終点）である。京都市営地下鉄の駅としては最も西に所在し、かつ右京区では初の地下鉄駅である。
御池通と三条通（京都府道112号二条停車場嵐山線）が交差する「三条御池交差点」と、天神川通（国道162号）と交差する「天神川御池交差点」の間の御池通の地下に位置している。
東西線の駅は駅ごとにステーションカラーが制定されており、当駅のステーションカラーは■檸檬色（れもんいろ）である。
京阪電気鉄道京津線の大半の列車が当駅まで乗り入れる。
当駅の開業に伴い、従来から付近に敷設されていた京福電気鉄道嵐山本線（嵐電）に嵐電天神川駅が、当駅と隣接する位置に新設され、同年3月28日に開業した。両駅は乗換駅として機能しており、京都市内の中央部や滋賀県大津市などから嵐山・嵯峨野への公共交通による交通利便性が高まった。なお、同駅の設置に伴う事業費の大半は京都市が負担している。 ※嵐電天神川駅#歴史も参照。

## 歴史
- 2008年（平成20年）
  - 1月16日：東西線二条駅から太秦天神川駅までの延伸開通に伴い終着駅として開業する[2]。
    - 開業時点では、一部の地上とコンコース階とを結ぶ階段が未使用であったほか、地上のバスターミナルも未使用であり、路線バスは一部を除いて三条通や天神川通などにある暫定的なバス停に停車していたが、同年3月下旬に地上バスターミナルの一部使用を開始した。

  - 3月28日：京福電気鉄道の嵐電天神川駅が開業。乗換駅となる。

### 駅名の制定経緯
当駅については、駅付近を通過している街路名から採った「天神川駅」が仮称となっていたが、駅名を決定するにあたり地元要望にも配慮がなされた。なお、2007年2月に行われた駅名の公募では、1位が「天神川」で51%、2位が地域名の「太秦」で12%の得票であり、その両者を併せた形となった。

## 駅構造
地下1階にコンコース、地下3階に島式ホーム1面2線があり、ホームドアが設置されている。地上出入口は4箇所あり、エレベーターおよび階段（1箇所のみ上下エスカレーター）が設置されている。改札口はコンコース西寄りにある、3番出入口へ通じるエスカレーターと階段の正面にある。券売機は改札口に向かって左側に設置されている。トイレは改札内コンコースの東端にあり、男女別・車椅子対応である。
東西線の列車より編成が短い、京阪京津線に直通するびわ湖浜大津行きの列車はホーム西寄りに停車する。改札前にはバスロケーションシステムがあり、路線バスの現在地の目安が表示される。

### のりば
日中は片方ののりばに六地蔵行き、もう片方にびわ湖浜大津行きを停車させるダイヤになっているが、どちらにどの系統の列車が停車するかは時間帯によって異なる。
| のりば | 路線   | 方向 | 行先                                         |
| ------ | ------ | ---- | -------------------------------------------- |
| 1・2   | 東西線 | 上り | 烏丸御池・六地蔵／びわ湖浜大津（京津線）方面 |

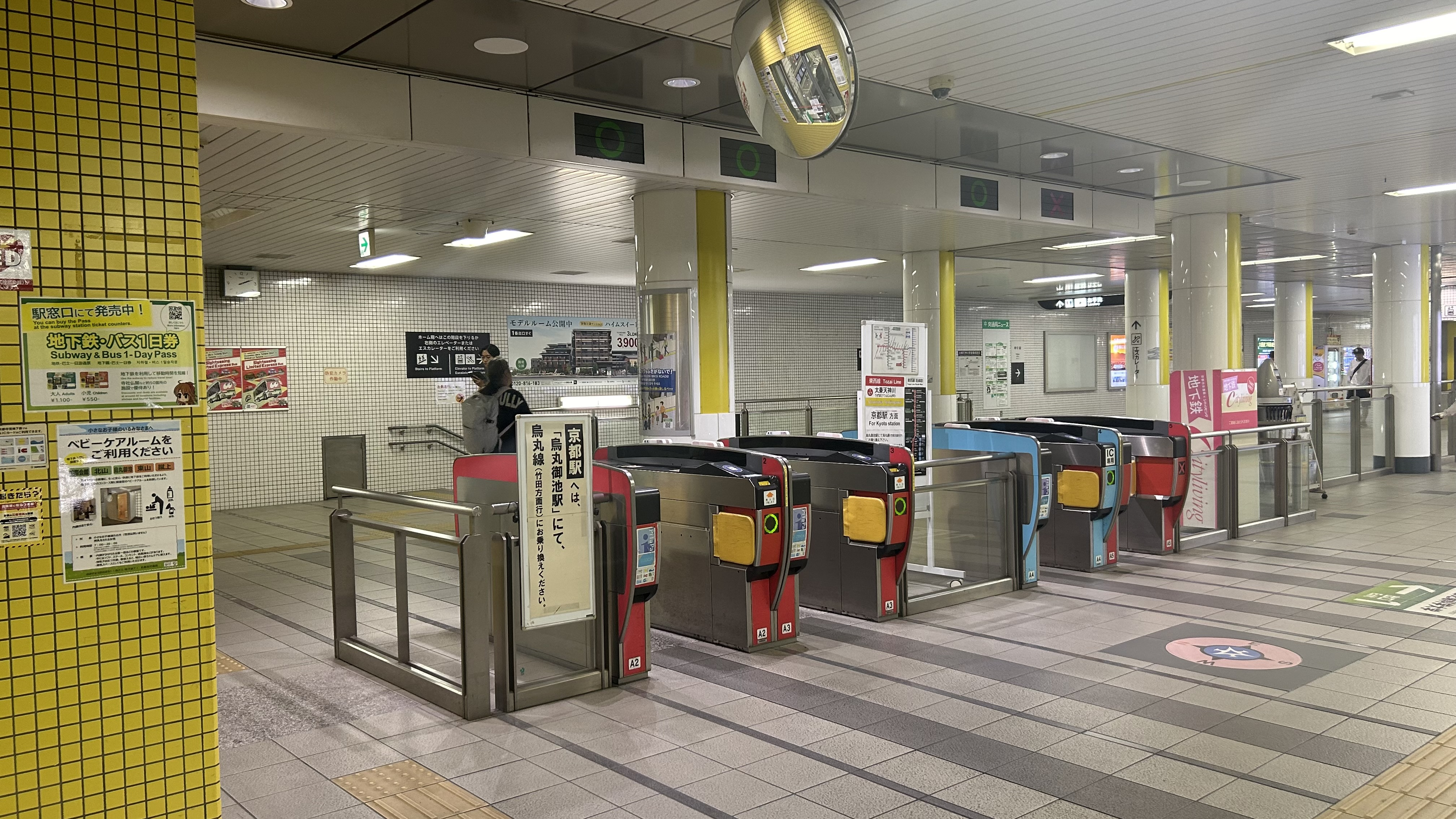
改札口
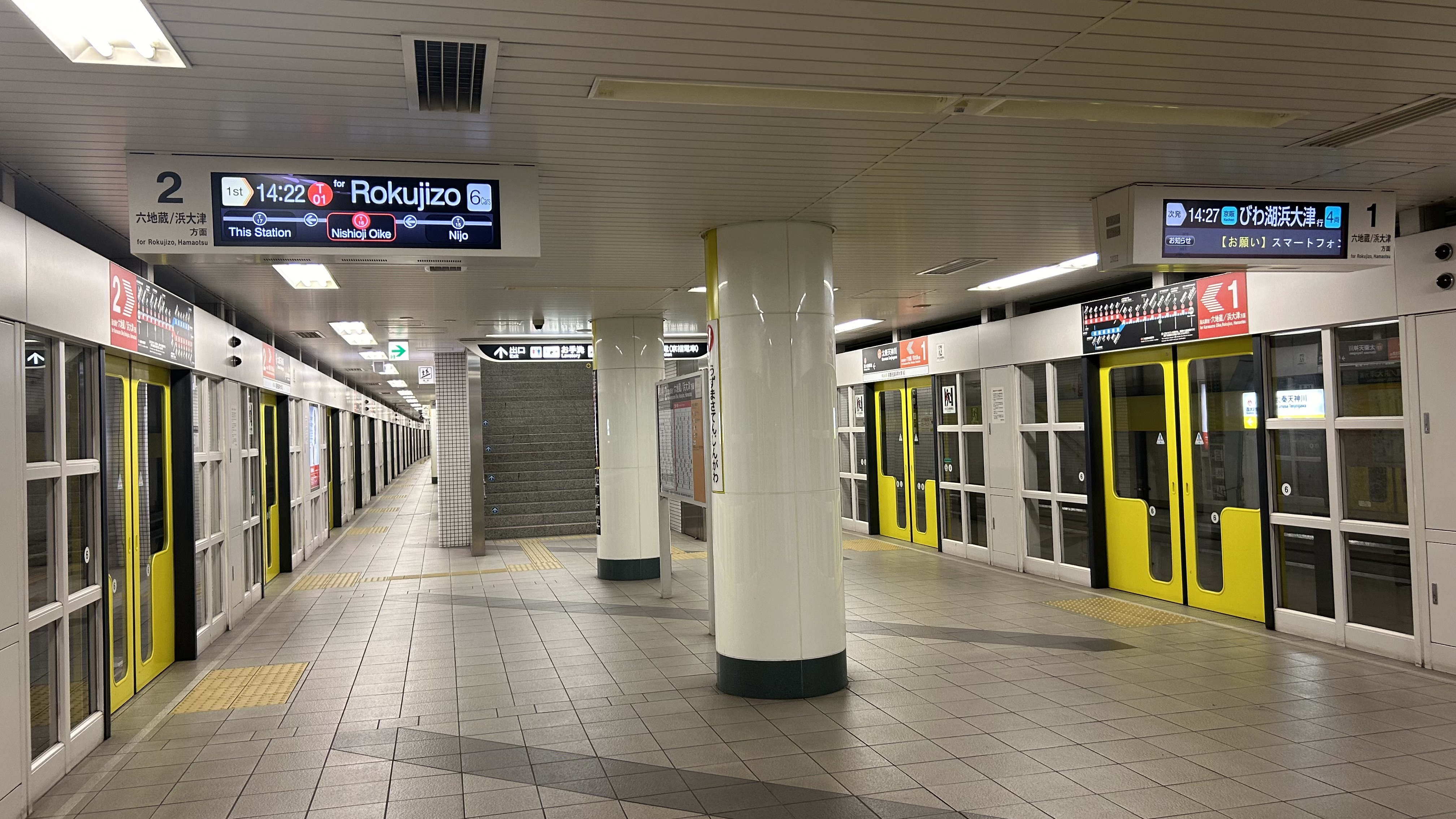
ホーム
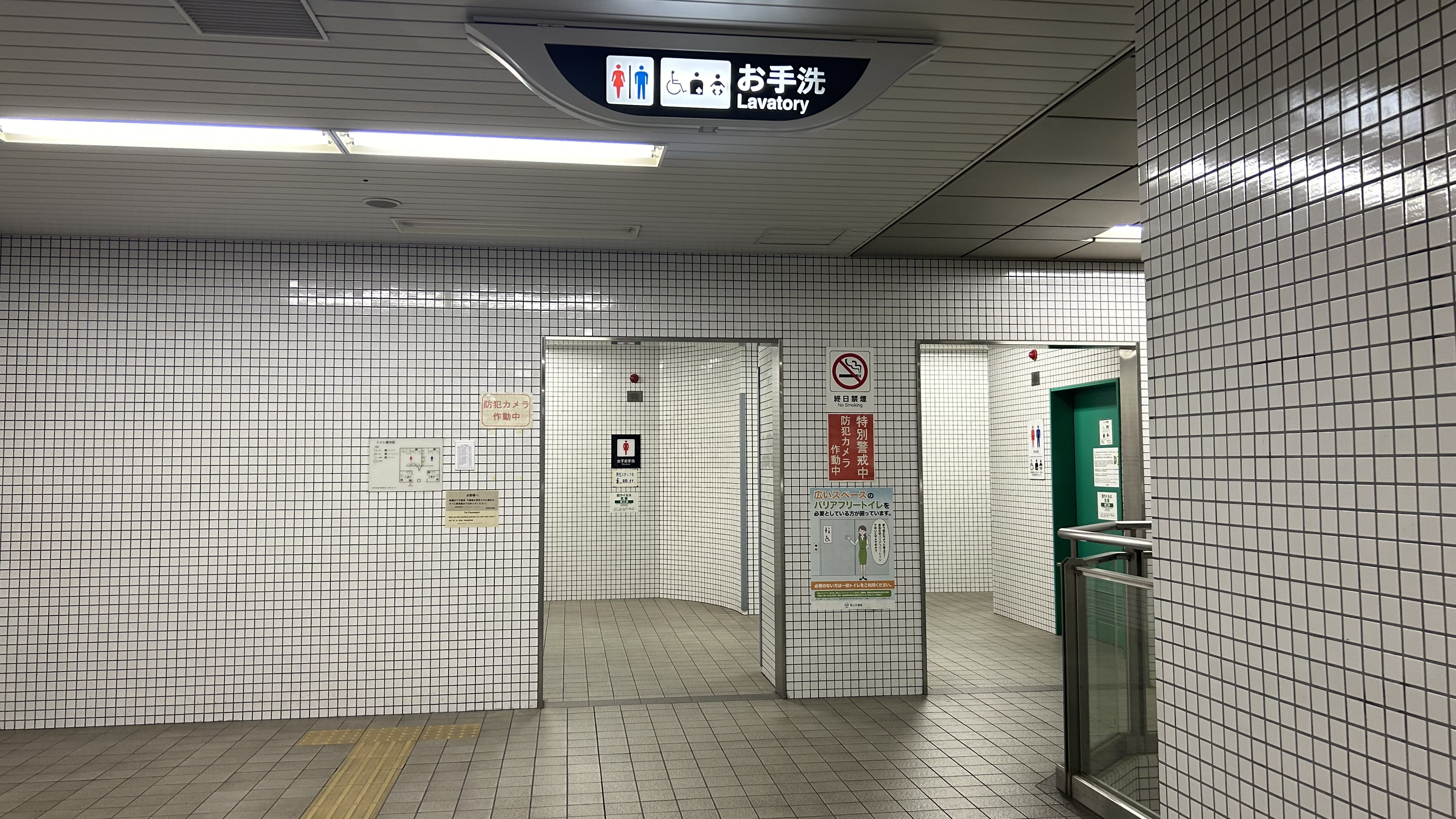
トイレ
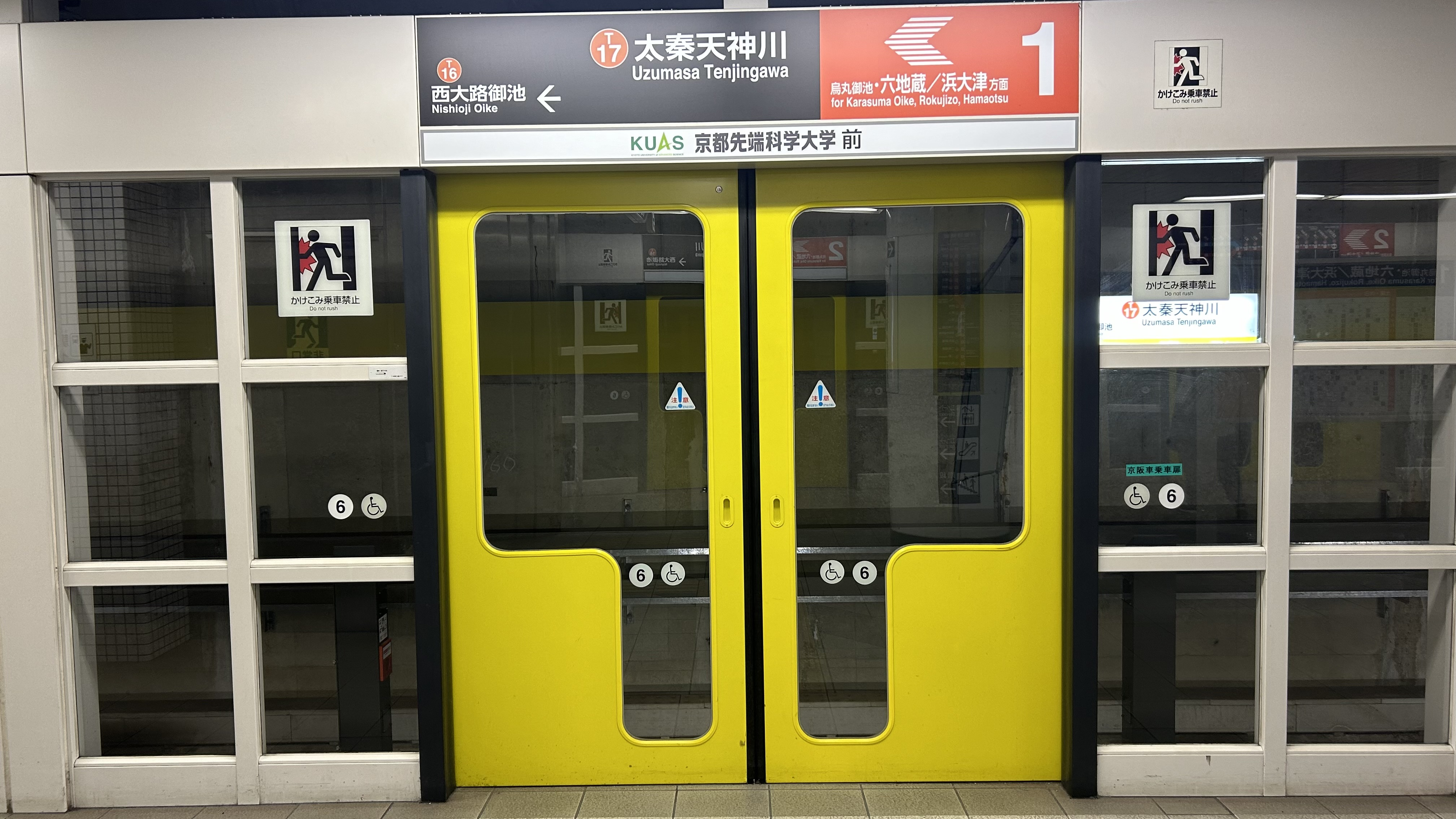
ホームドアと駅名標
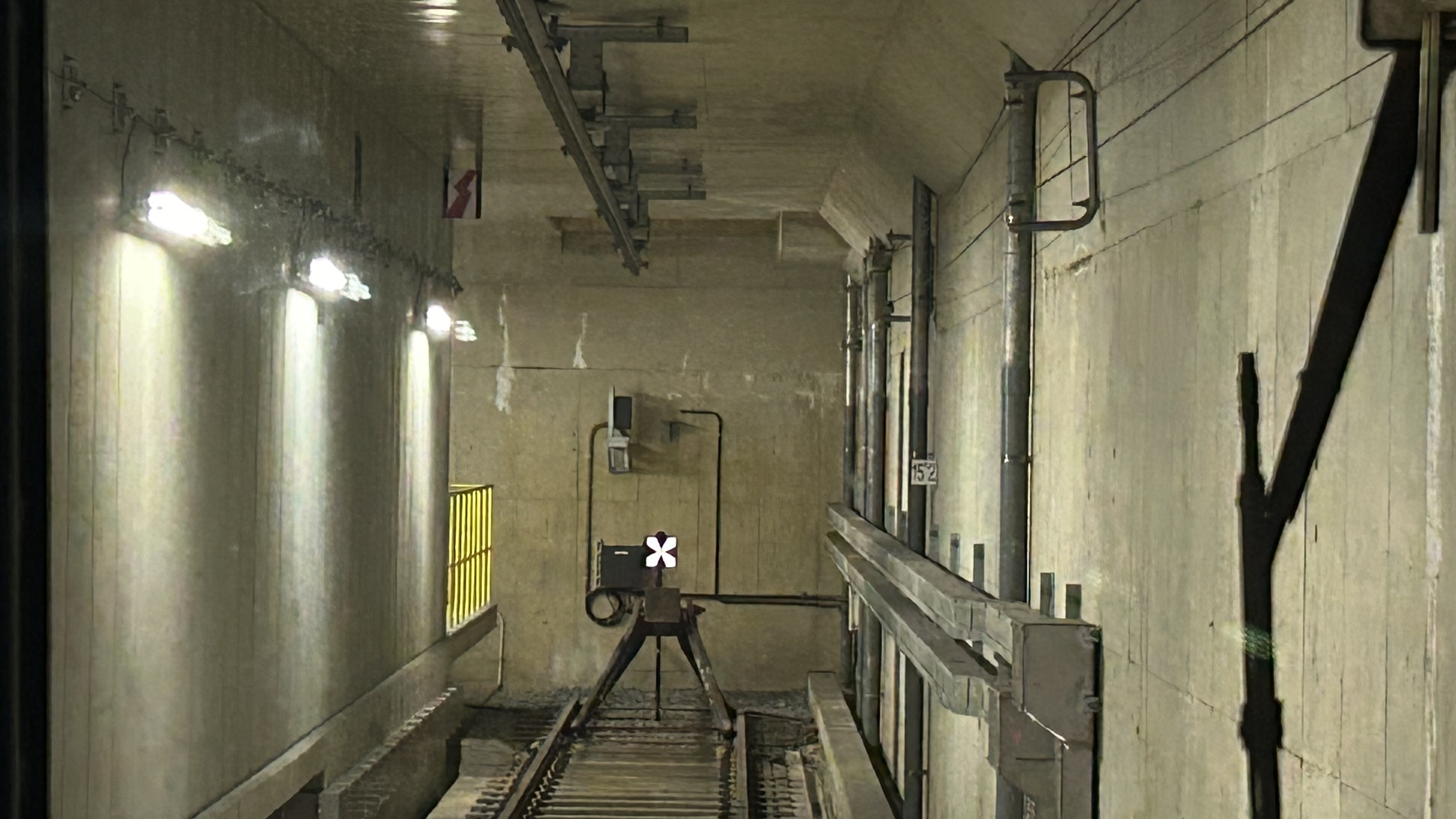
車止め

### 出口
| 出口番号 | 方角   | 出口周辺                                                      | 接続改札 | 備考             |
| -------- | ------ | ------------------------------------------------------------- | -------- | ---------------- |
| 3        | 西入口 | 嵐電・サンサ右京・京都外国語大学 短期大学・京都外大西高等学校 | 改札口   | エレベーターあり |
| 1        | 北西   | 京都先端科学大学・右京ふれあい文化会館・太秦病院              | 改札口   | エレベーターあり |
| 4        | 北東   | 太秦交番・右京消防署・右京簡易裁判所・右京警察署・広陵寺      | 改札口   | エレベーターあり |
| 2        | 北入口 | サンサ右京・右京区総合庁舎・右京中央図書館・右京地域体育館    | 改札口   | エレベーターあり |

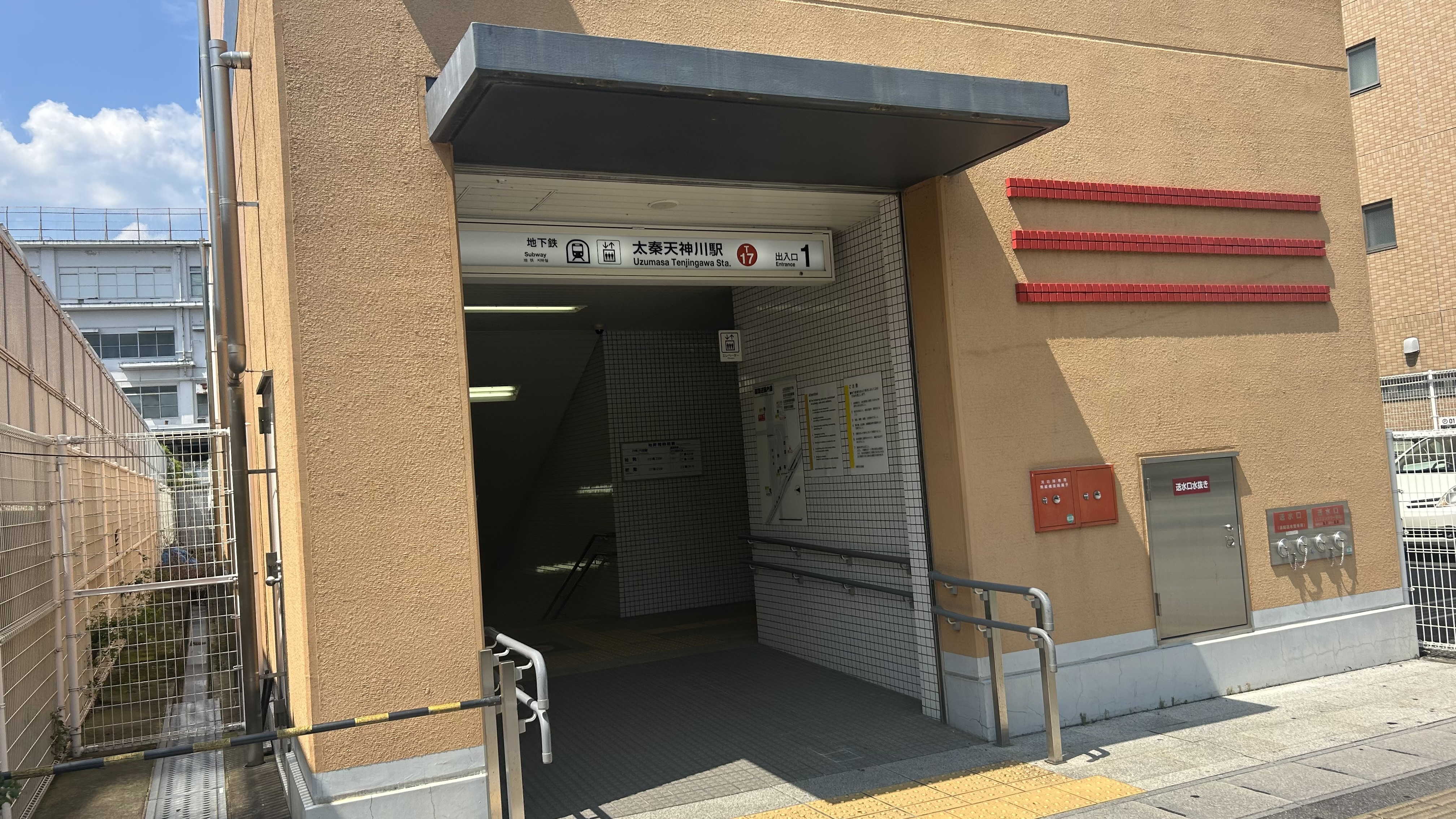
1番出入口
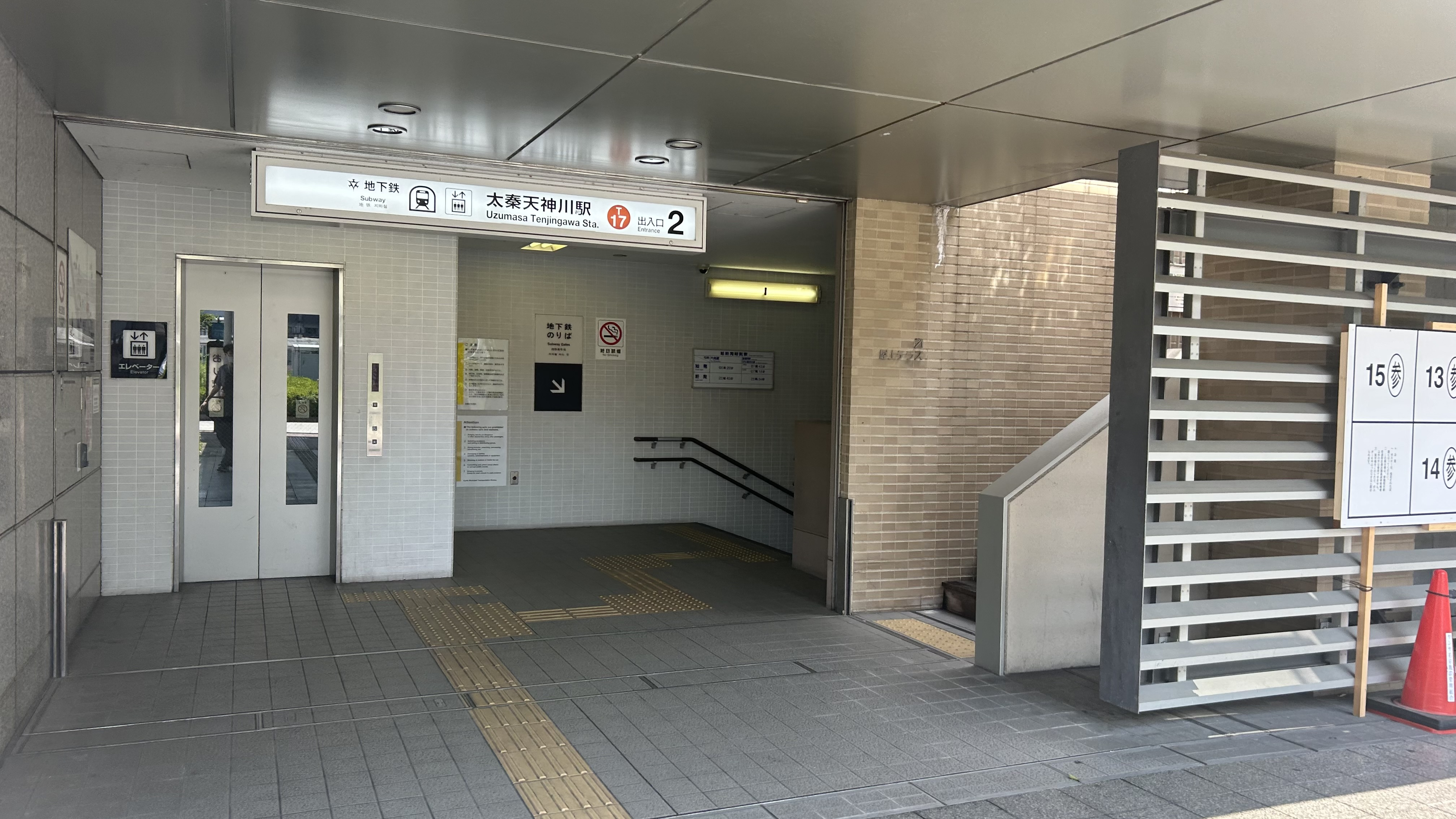
2番出入口
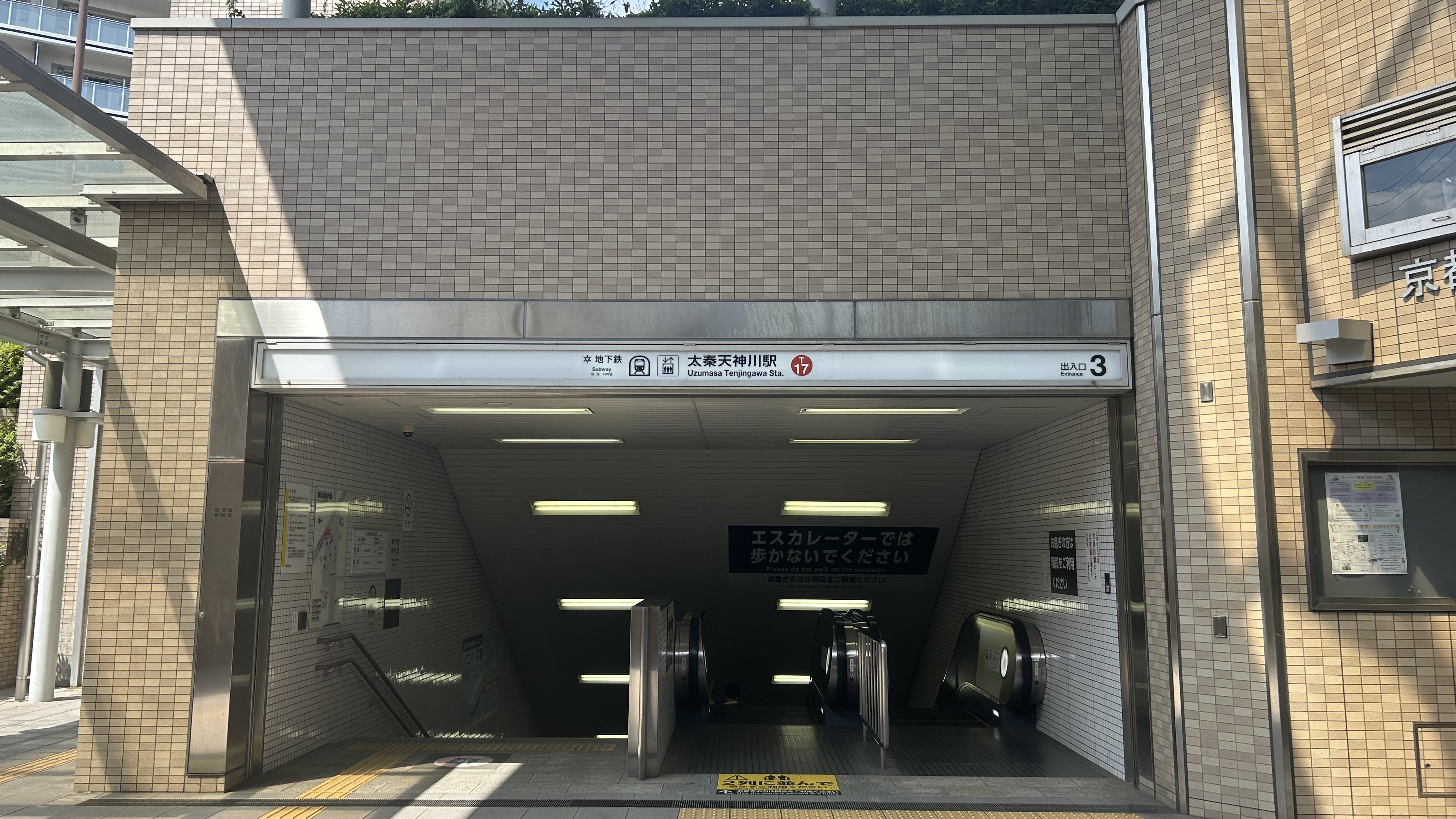
3番出入口
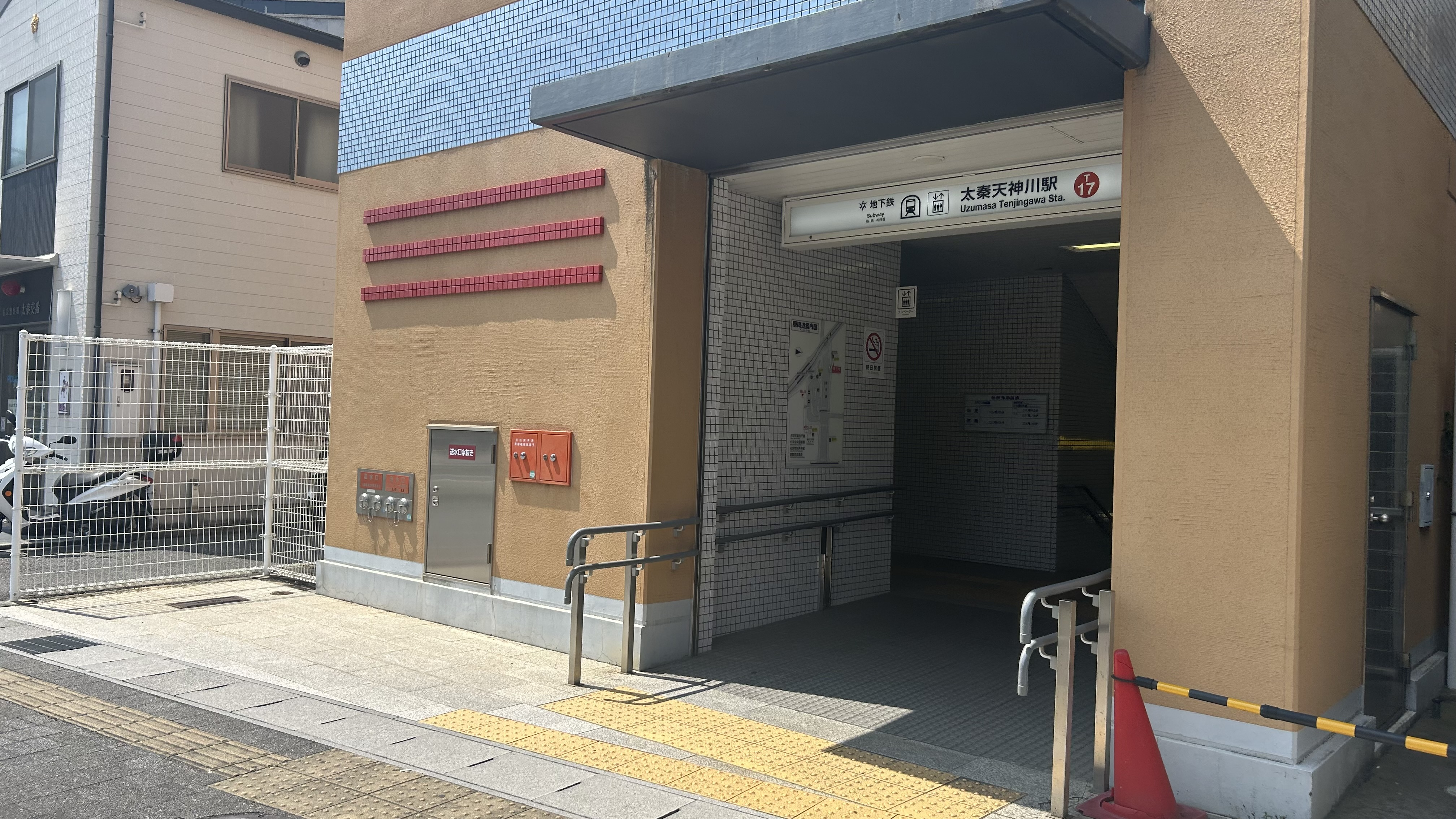
4番出入口

## 利用状況
2024年度の1日平均乗降人員は17,708人である。
開業以降の1日平均乗降・乗車人員は下表のとおりである。
| 年度               | 1日平均 乗降人員 | 1日平均 乗車人員 | 出典   |
| ------------------ | ---------------- | ---------------- | ------ |
| 2007年（平成19年） | 1,580            | 813              | [ 7 ]  |
| 2008年（平成20年） | 9,924            | 5,121            | [ 7 ]  |
| 2009年（平成21年） | 10,961           | 5,645            | [ 7 ]  |
| 2010年（平成22年） | 11,962           | 6,169            | [ 7 ]  |
| 2011年（平成23年） | 12,583           | 6,490            | [ 7 ]  |
| 2012年（平成24年） | 13,310           | 6,864            | [ 8 ]  |
| 2013年（平成25年） | 14,036           | 7,239            | [ 8 ]  |
| 2014年（平成26年） | 14,635           | 7,547            | [ 8 ]  |
| 2015年（平成27年） | 15,955           | 8,229            | [ 8 ]  |
| 2016年（平成28年） | 16,608           | 8,566            | [ 9 ]  |
| 2017年（平成29年） | 16,966           | 8,751            | [ 10 ] |
| 2018年（平成30年） | 18,011           | 9,290            | [ 11 ] |
| 2019年（令和元年） | 18,601           | 9,594            | [ 12 ] |
| 2020年（令和02年） | 12,926           | 6,595            | [ 13 ] |
| 2021年（令和03年） | 14,286           | 7,283            | [ 6 ]  |
| 2022年（令和04年） | 16,042           | 8,177            | [ 6 ]  |
| 2023年（令和05年） | 17,222           | 8,759            | [ 6 ]  |
| 2024年（令和06年） | 17,708           |                  | [ 5 ]  |

## 駅周辺

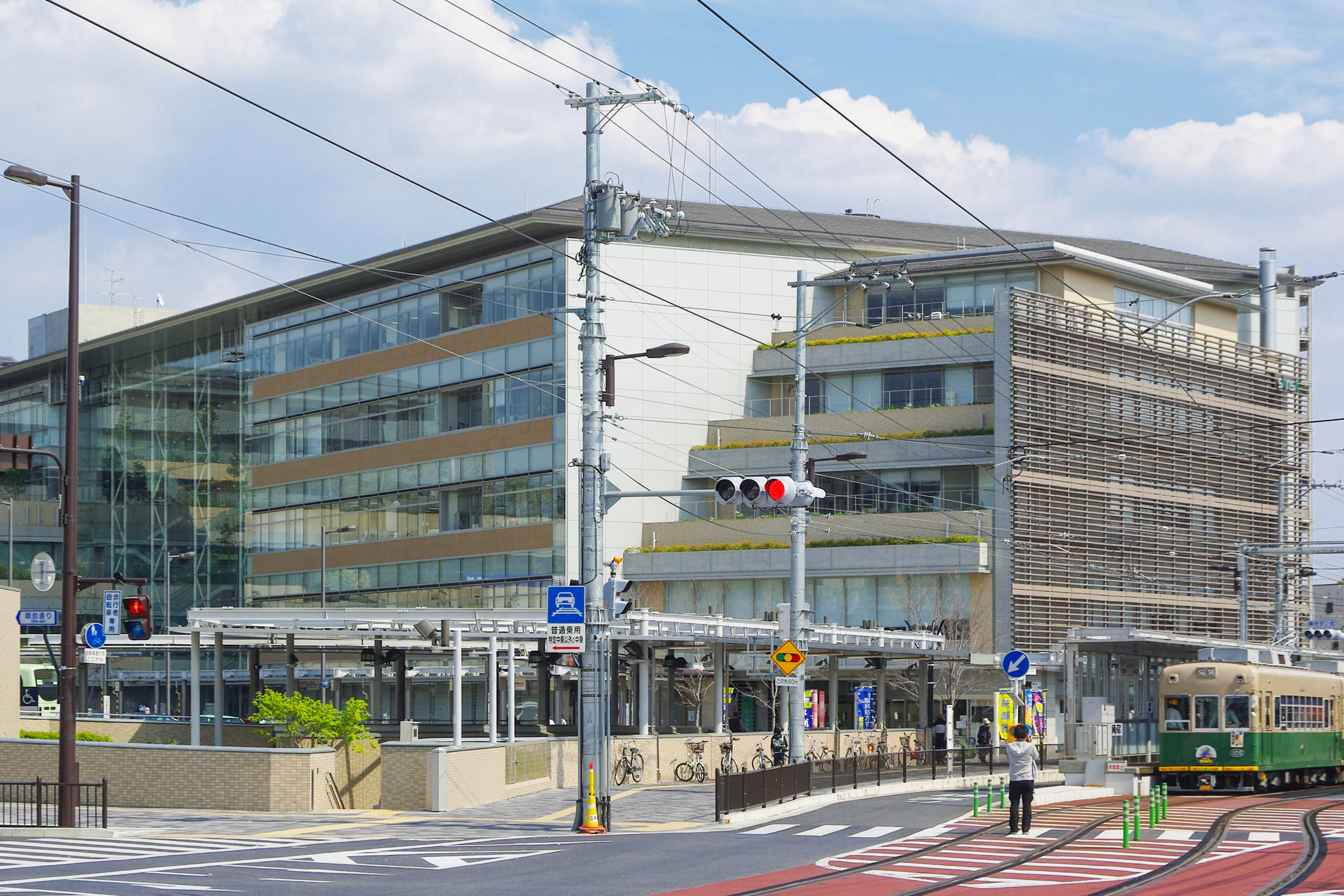
サンサ右京　手前の線路は嵐電嵐山本線で右奥は嵐電天神川駅

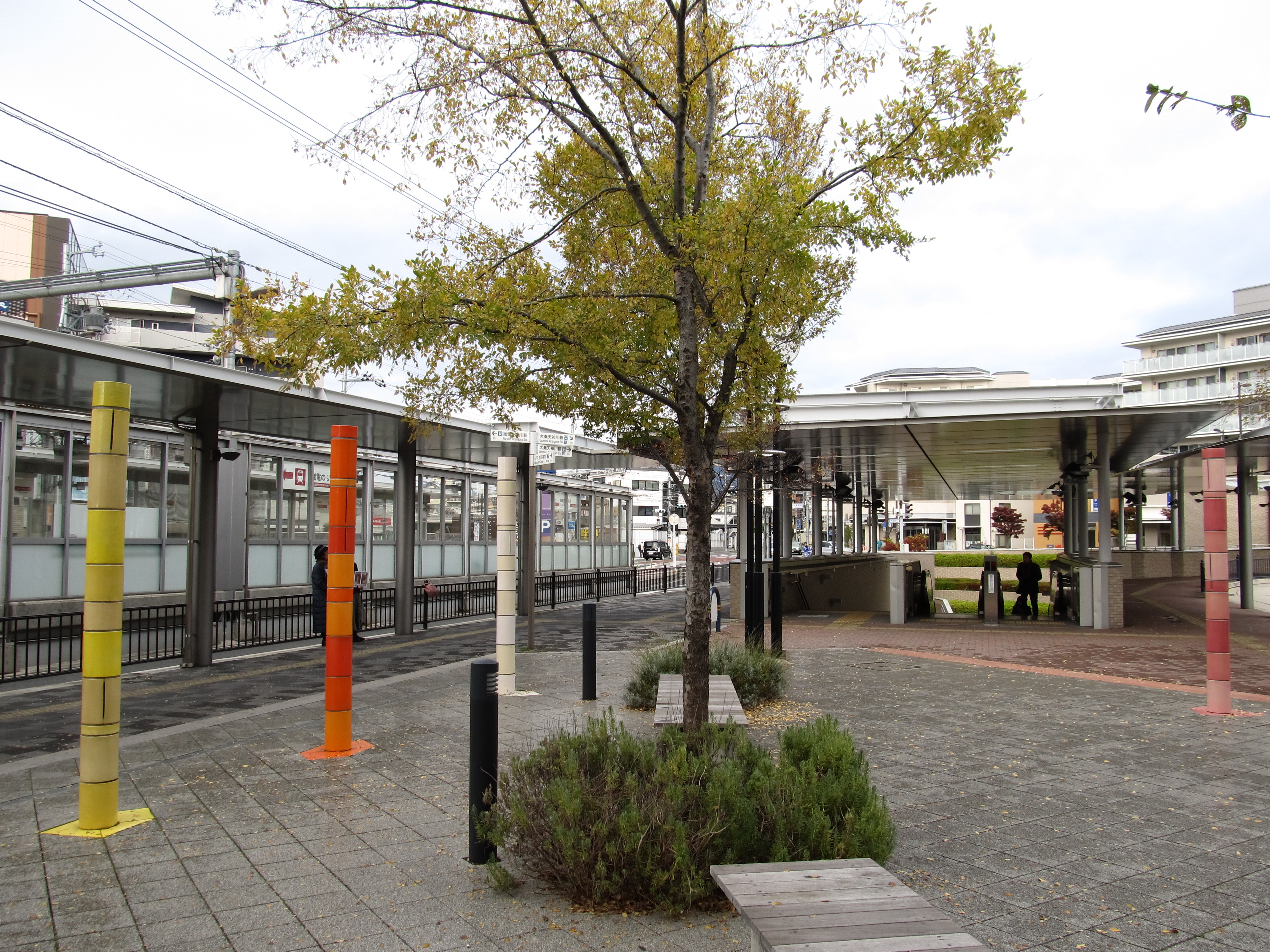
3番出入口（右奥）。左側は京福電気鉄道嵐山本線の嵐電天神川駅

当駅の設置に合わせた事業により、右京区の新たな拠点となる市街地再開発施設として、行政棟と分譲マンションで構成される「サンサ右京」が駅地上部に建設され、京都市交通局本庁舎および、右京区役所・福祉事務所・保健所などが移転入居した。また、地下の自転車等駐車場は2008年3月1日から供用を開始したほか、京都市右京中央図書館は同年6月30日に開館した。
駅の東部は、国道162号と御池通が交差する「天神川御池交差点」である。
- サンサ右京
  - 京都市交通局
  - 右京区総合庁舎
    - 右京区役所
      - 保健センター

    - 右京福祉事務所
    - 京都市右京中央図書館
    - 右京地域体育館
- 京都外国語大学、京都外国語短期大学
- 京福嵐山本線（嵐電） 嵐電天神川駅
  - 3番出入口で連絡している。なお、蚕ノ社駅も比較的近い。
- JR西日本山陰本線（嵯峨野線） 花園駅
- 大日本印刷太秦工場
- 三菱自動車工業京都工場
- 京都先端科学大学京都太秦キャンパス（旧：京都市上下水道局山ノ内浄水場跡地の一部）
- 天神川
- ライフ太秦店
- 京都保健会京都民医連中央病院

### バス路線

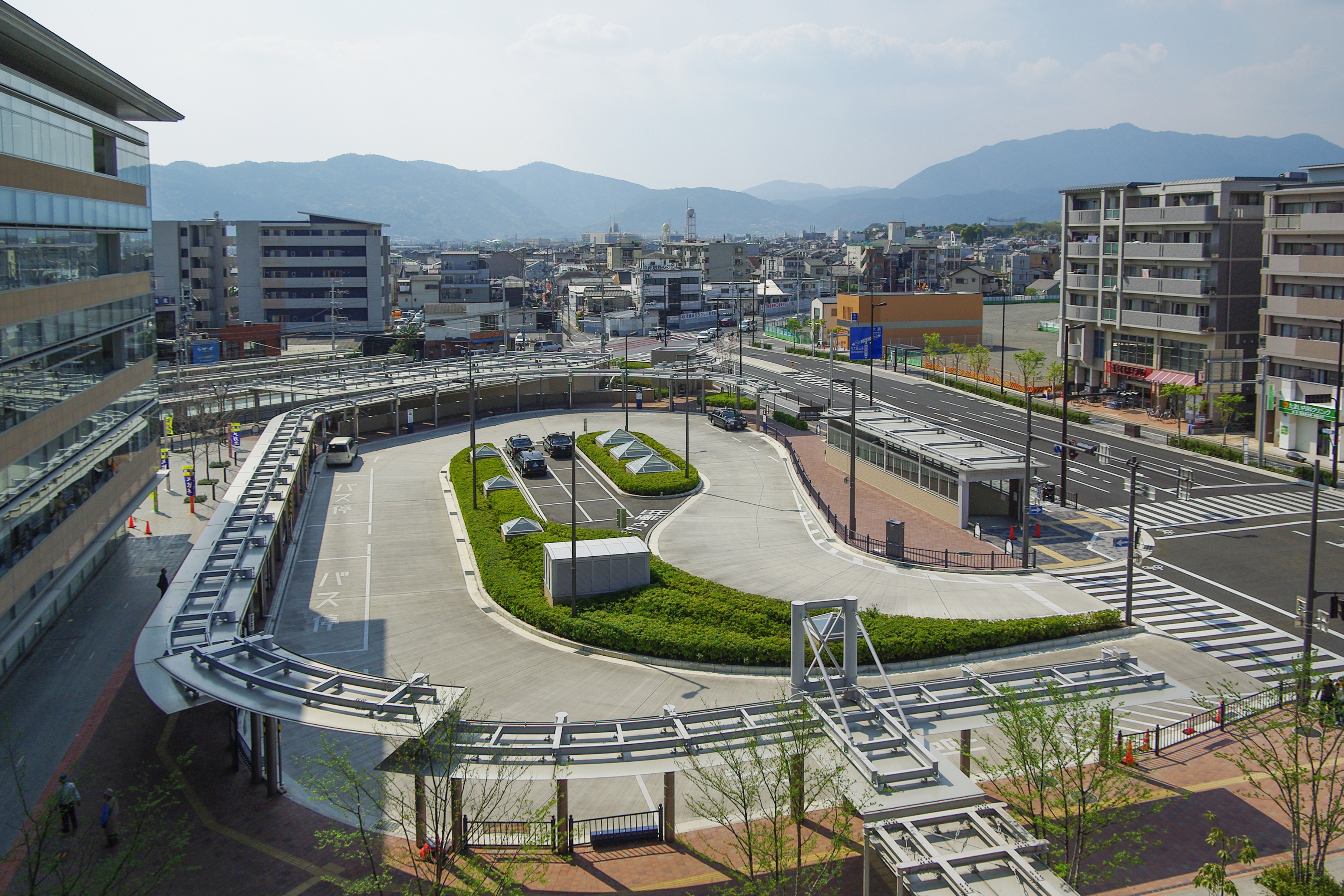
駅前広場のバス乗降場

当駅開業に伴い、京都市営バスは2路線を新設（70号系統・太秦天神川駅 - 阪急桂駅、特8号系統・太秦天神川駅 - 山越中町）、既存6路線（8号、11号、27号、75号、80号、84号系統）を当駅を経由するよう経路変更または延長した。
A・Bのりばはバスターミナル内にあり、3番出入口で連絡、Cのりばは御池通にあり、4番出入口で連絡している。
- Aのりば（バスターミナル内）
  - 京都市営バス
    - 8号系統：高雄・栂ノ尾行
    - 特8号系統：高鼻町・やまごえ温水プール前 山越中町行
    - 11号系統 ：嵐山 山越中町行
    - 27号系統 ：馬塚町・太子道 四条烏丸行
    - 特27号系統：西大路四条 阪急西京極駅 行
    - 70号系統 ：桂駅東口・JR桂川駅 小畑川公園北口行
    - 特71号系統 ：松尾橋行
    - 75号系統 ：太秦映画村道 山越中町行
    - 特93号系統：丸太町通 嵐山行

  - 京都バス
    - 72系統：太秦広隆寺前・阪急嵐山駅 清滝行
    - 73系統・83系統 ：太秦広隆寺前・嵐山経由 苔寺・すず虫寺行
    - 75系統：太秦広隆寺前経由 有栖川行
    - 76系統・86系統：太秦広隆寺前経由 阪急嵐山駅行
- Bのりば（バスターミナル内）
  - 京都市営バス
    - 8号系統：京都外大 四条烏丸行
    - 27号系統・特27号系統：京都外大前行
    - 特71号系統：大宮通・東寺 京都駅八条口行
    - 75号系統：西大路五条 京都駅 行
    - 80号系統：五条通 祇園・四条河原町行
    - 84号系統：久世橋通 京都駅八条口行

  - 京都バス
    - 81系統：五条通 京都駅行
- Cのりば（御池通東行）
  - 京都市営バス
    - 11号系統：四条河原町経由 三条京阪行

- 三条通西行のりば
  - 京都市営バス（停留所名は蚕ノ社）
    - 11号系統：嵐山 山越中町行
- 三条通東行のりば
  - 京都市営バス（停留所名は蚕ノ社）
    - 11号系統：四条河原町経由 三条京阪行

  - 京都バス
    - 72・快速72・73・75・76・快速77系統：四条大宮経由 京都駅前行

## 隣の駅
京都市営地下鉄
 東西線
西大路御池駅 (T16)  - 太秦天神川駅 (T17)
- 括弧内は駅番号を示す。